# Viaduc de Müngsten
Le viaduc ferroviaire de Müngsten (autrefois pont Kaiser-Wilhelm) est le plus haut pont métallique en arc d’Allemagne. Ce pont en arc en acier est un ouvrage d'art de la ligne ferroviaire Wuppertal-Oberbarmen–Solingen (KBS 458). Il sert au trafic ordinaire de la ligne S 7 de la S-Bahn Rhin-Ruhr (ABELLIO Rail NRW GmbH), non électrifiée et donc exploitée par des motrices Diesel. L'ouvrage franchit la vallée de la Wupper, qu'il surplombe de 107 m, sur le tronçon Remscheid–Solingen, à proximité de la halte d'attente de Solingen-Schaberg.
Jusqu'à la chute de la monarchie en 1918, on l'appelait le pont Kaiser-Wilhelm en honneur du Kaiser Guillaume Ier. Le pont a ensuite pris le nom du hameau local, Müngsten.

## Histoire
Le projet d'un pont en arc pour relier les deux villes par le chemin de fer remonte à 1889. Les préparatifs de chantiers commencent en 1893, puis l'année suivante le chantier du pont en charpente métallique est attribué à l'entreprise MAN Werk Gustavsburg. Les six piles-échafaudage ont une hauteur maximale de 69 m. La travée centrale du tablier a une portée de 170 m. La longueur totale du tablier est de 465 m. Il a fallu pour cela assembler quelque 5 000 t de profilés au moyen de 950 000 rivets, pour un coût final de 2 646 386,25 Mark-or.

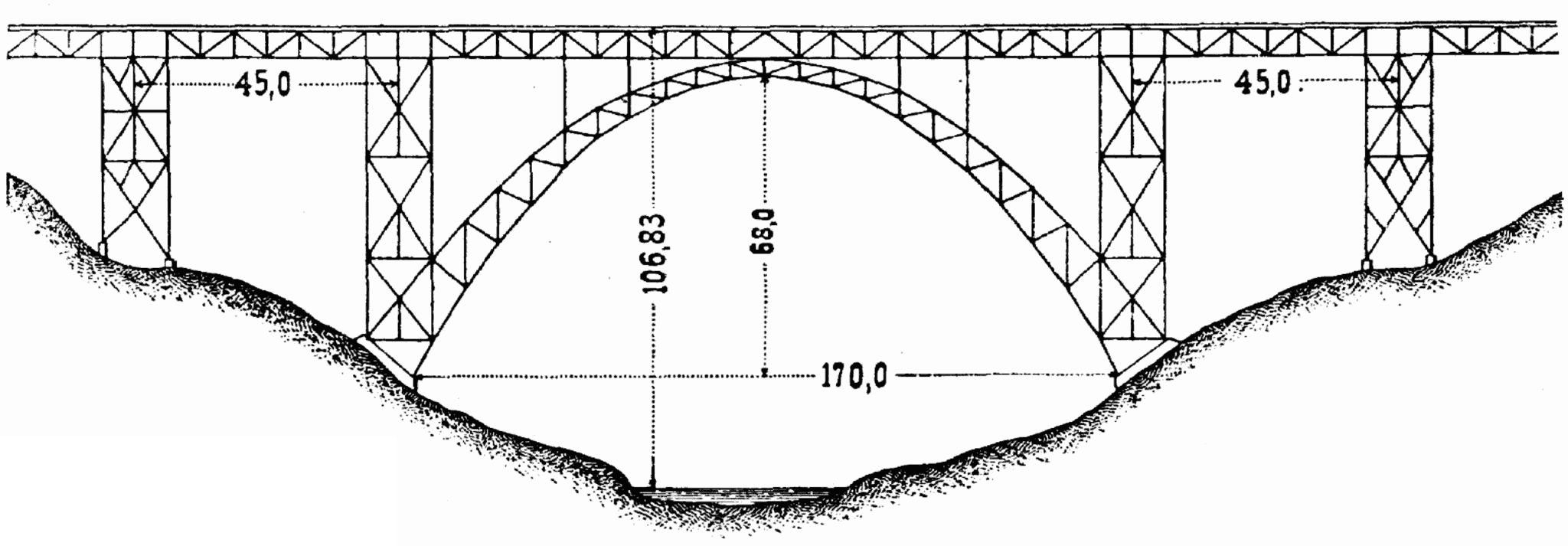
Élévation cotée du projet de construction.

L'arc principal du pont est l'une des premières utilisation de la technique du cantilever en Allemagne : les naissances de l'arc ont été lancées sans échafaudage depuis les culées jusqu'à leur jonction à la clef, faisant fonction, d'une certaine façon, de grues pour le transport et le montage des fermes successives qui les constituent. Cette technique se caractérise par une grande économie de matière. L’arc porteur lui-même est hyperstatique de degré 3, ce qui permet une économie de matériau supplémentaire par rapport à un arc à trois articulations, malgré les dispositions requises pour tenir compte des effets de la dilatation thermique. De ce point de vue structurel, le pont de Müngsten diffère donc nettement du viaduc de Garabit, d'aspect pourtant similaire.
L’ingénieur Anton von Rieppel (de) (1852–1926), président de la Maschinenfabrik Augsburg-Nürnberg AG (M. A. N.), a dirigé les travaux. Son nom est signalé sur la plaque commémorative apposée au pied du pont par l'Association des ingénieurs allemands (de) et la Société M. A. N..

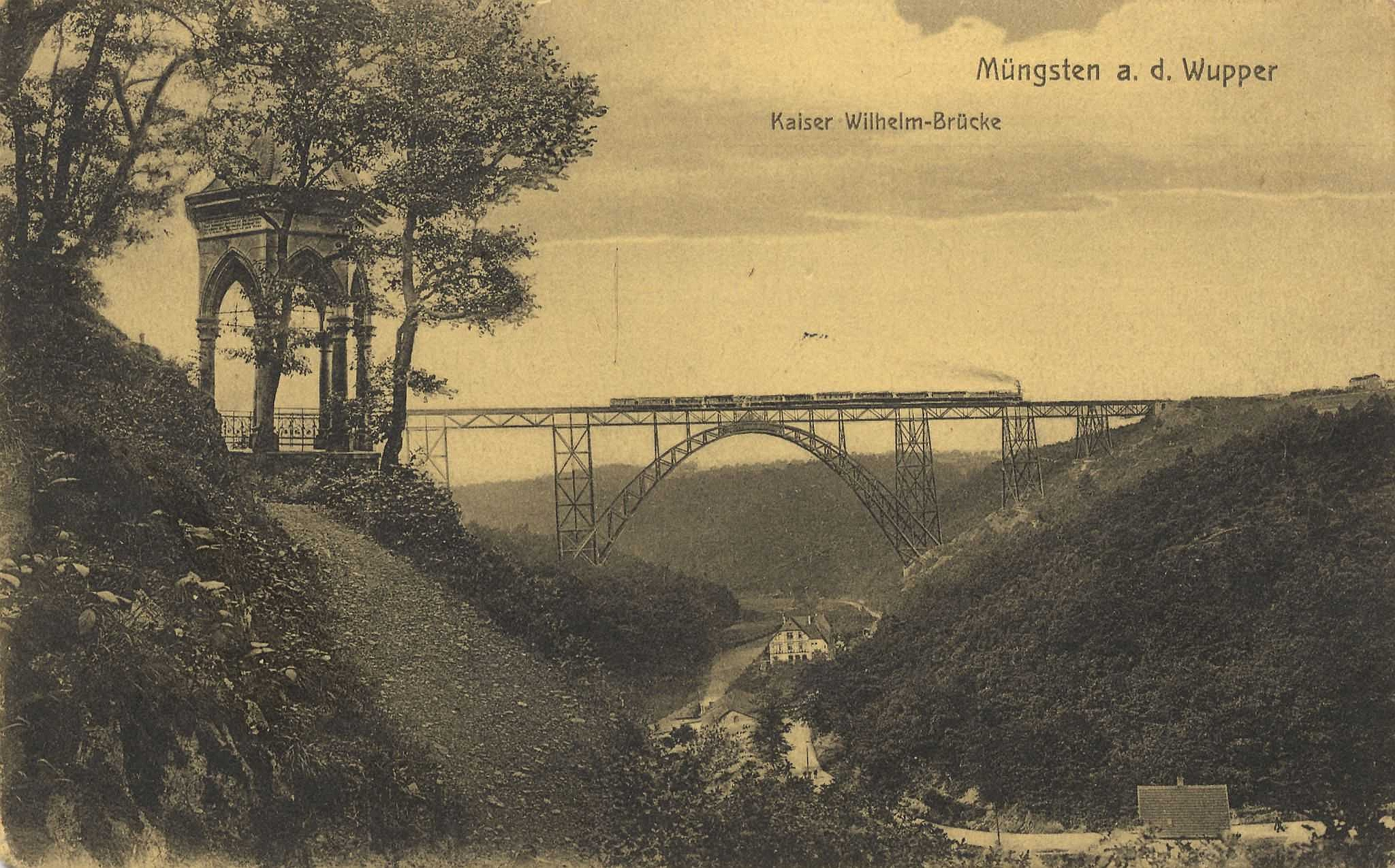
Le pont Kaiser-Wilhelm (1912).

Au départ, le pont n’était prévu que pour porter une seule voie, mais la Direction ferroviaire royale de l'Elberfeld avait une telle confiance dans le succès de la ligne entre Remscheid et Solingen qu'elle fit modifier le projet pour une voie à double sens. En 1890, le Landtag de Prusse vota des crédits exceptionnels de 5 millions de Mark-or en faveur du chantier. La distance à vol d'oiseau entre les deux villes est de 8 km, mais jusqu'à la construction du pont de Müngsten, le train effectuait un détour de 42 km. La pose de la première pierre eut lieu le 26 février 1894. Pour acheminer les profilés d'acier, il fallut prolonger le chemin de fer des deux villes jusqu'aux aires d'assemblage. Les travaux au rocher nécessitèrent l'emploi de 1 400 kg de dynamite et de 1 600 kg de poudre.
L'achèvement de la charpente (clavage) a eu lieu le 21 mars 1897 ; le lendemain, en guise de bouquet final, un ouvrier martela le 950 000e rivet officiel de la structure. L’inauguration officielle du pont a eu lieu le 15 juillet 1897. Le Kaiser Guillaume II n'y était pas personnellement présent : il s'est fait représenter par le prince Frédéric-Léopold de Prusse (Friedrich Leopold von Preußen) et ne se rendit sur l'ouvrage que deux ans plus tard, le 12 août 1899. Une plaque commémorative rappelle cette visite.

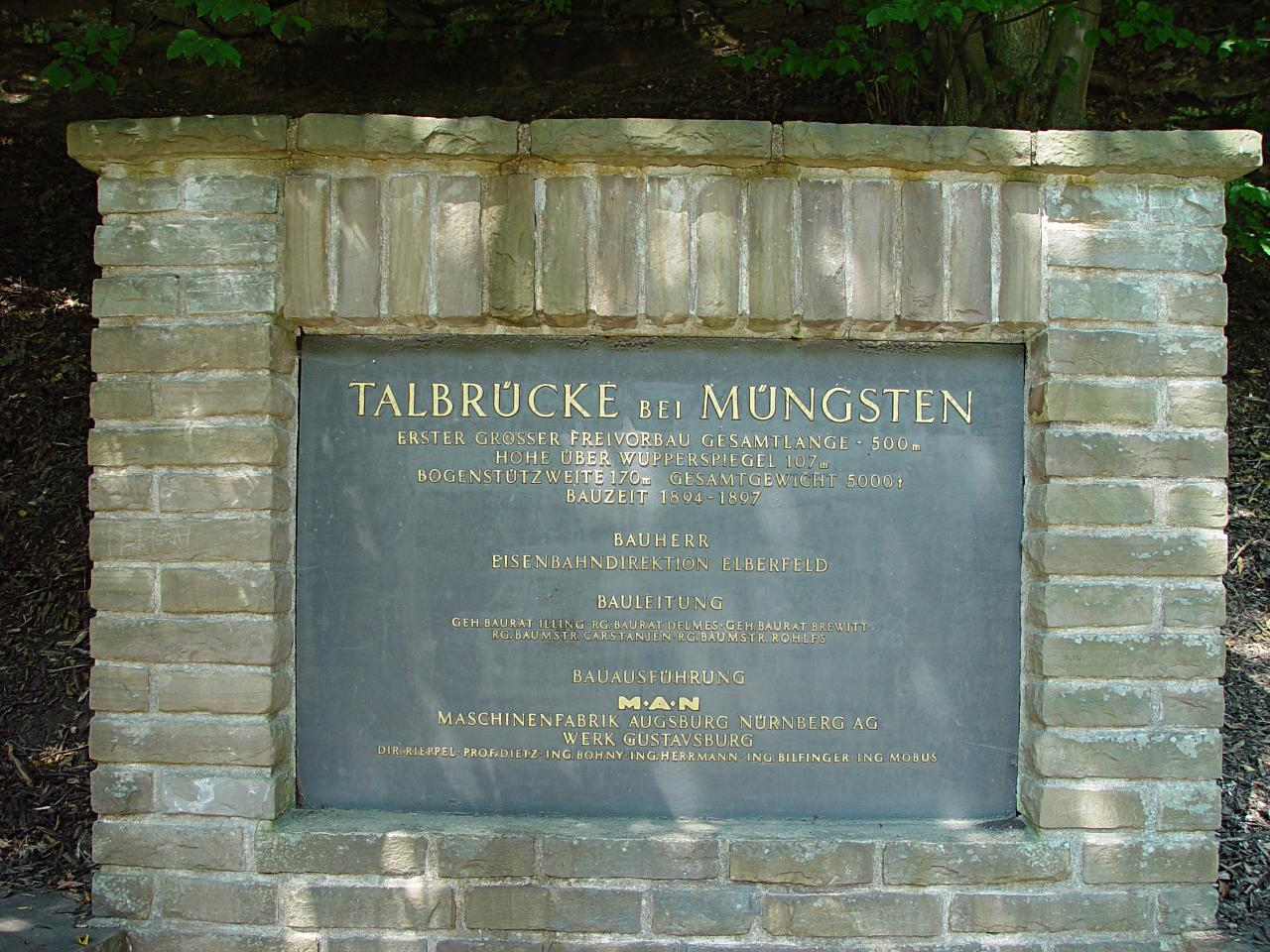
Plaque commémorative.
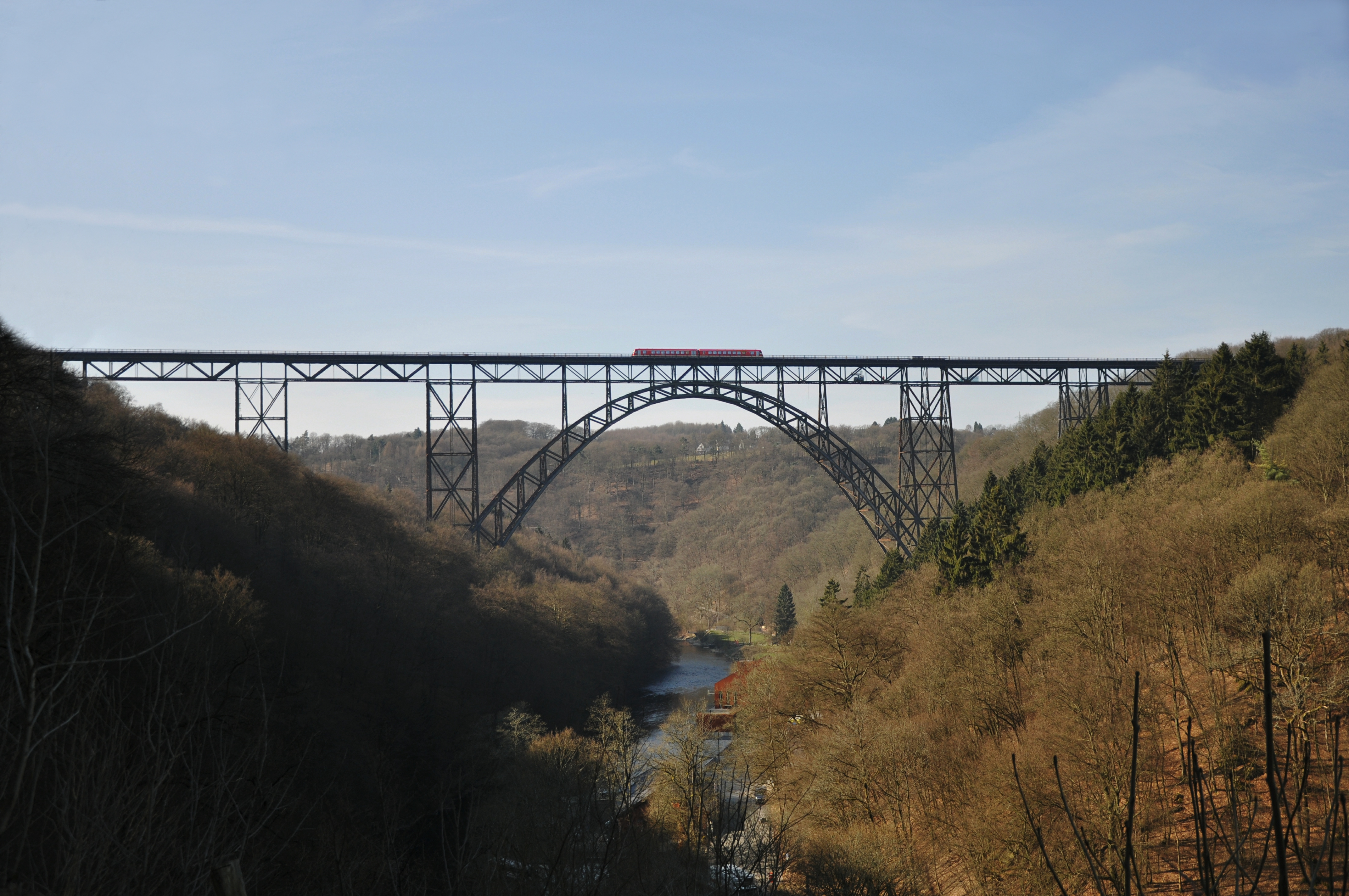
Une motrice Diesel série 628 empruntant le viaduc (26 mars 2013).